# Rudolf Fey
Rudolf Wilhelm Fey (* 17. Mai 1914 in Bochum; † 20. Juli 1999) war ein Offizier der Wehrmacht, wurde dann ein Gegner des NS-Regimes und ging in den Widerstand. Er war Mitbegründer des Bundes Deutscher Offiziere (BDO) und des Nationalkomitees Freies Deutschland (NKFD).

## Leben
Fey wurde in einer Kaufmannsfamilie geboren.
Zum 1. April 1933 trat er in die NSDAP (Mitgliedsnummer 1.719.389) und im selben Jahr in die Schwarze Reichswehr ein. 
Als Pilot der Wehrmacht wurde Fey im September 1941 abgeschossen und geriet in sowjetische Kriegsgefangenschaft. Dort besuchte er die Antifa-Schule in Jelabuga, Oranki, wo sich die erste Antifa-Schule überhaupt befand, und Krasnogorsk. Er war einer von 100 deutschen Offizieren, die 1943 den Bund Deutscher Offiziere gründeten. Er wurde der Adjutant von General Seydlitz. Er arbeitete im Nationalkomitee Freies Deutschland mit.
Als Aufklärer der Roten Armee sprang er 1945 mit dem Fallschirm im Hinterland der deutschen Front ab, um Kontakte mit antifaschistischen Widerstandsgruppen herzustellen. Im März 1945 wurde er durch die Gestapo verhaftet. Im Mai gelang ihm die Flucht aus dem Militärgefängnis Swinemünde.
1945 trat Fey in die Kommunistische Partei Deutschlands (KPD) ein. Er wurde Sekretär in der KPD-Bezirksleitung Nord-Westfalen in Münster. Julius und Gertrud Pätsch waren dort seine Genossen. Von 1952 bis zum KPD-Verbot 1956 war Fey Fraktionschef in Gronau. Ab 1969 war er im Partei-, bzw. Bundesvorstand der neugegründeten Deutschen Kommunistischen Partei (DKP).
Seit 1938 war Fey mit Barbara Margarete Sophia Freiin von Wachtmeister (* 1913; † 2002) verheiratet.
1974 siedelte Fey zusammen mit seiner Frau in die DDR über und wurde Mitglied der SED. Nach der Wiedervereinigung wurde er Mitglied der PDS. Fey war im Bezirksvorstand Berlin des Komitees der Antifaschistischen Widerstandskämpfer (KdAW).
Laut Berichterstattung des Spiegel, die auf mehreren eidesstattlichen Versicherungen beruht, war Rudolf Frey als Vertreter des DKP-Militärrats bei geheimen paramilitärischen Ausbildungen der Gruppe Ralf Forster vor Ort in der DDR.

## Auszeichnungen
- 1985 Medaille „40. Jahrestag des Sieges im Großen Vaterländischen Krieg 1941–1945“[4]

## Veröffentlichungen
- Der Nahost-Konflikt und wir. Eine zeitgeschichtliche Dokumentation. Selbstverlag, Gronau (Westf.) 1967.
- … bleiben auf Empfang. Militärverlag der Deutschen Demokratischen Republik, Berlin 1984.
- Ein Totgesagter kehrt zurück. Militärverlag der Deutschen Demokratischen Republik, Berlin 1989, ISBN 3-327-00820-5.